# Resolució 1850 del Consell de Seguretat de les Nacions Unides
La Resolució 1850 del Consell de Seguretat de les Nacions Unides fou adoptada el 16 de desembre de 2008. Després de reafirmar el suport a les negociacions en la Conferència d'Annapolis de 2007, el Consell va declarar el seu compromís amb les negociacions bilaterals entre Israel i l'Autoritat Nacional Palestina, convidant les parts, els Estats de la regió i les organitzacions internacionals a intensificar esforços de cara a concloure un tractat de pau que solucioni el conflicte israelià-palestí amb la solució de dos estats en convivència pacífica amb els Estats veïns.
La resolució fou aprovada per 14 vots a favor i cap en contra, amb l'abstenció de Líbia, el representant de la qual va considerar que el text era deliberadament ambigu quan a les infraccions del dret internacional per part d'Israel.
El Consell dona la benvinguda a la convocatòria d'una reunió internacional a Moscou en 2009 convocada per Ban Ki-moon, secretari general de les Nacions Unides; Condoleezza Rice, secretària d'estat dels Estats Units; Serguei Lavrov, ministre d'Afers Exteriors de la Federació de Rússia; David Miliband, secretari d'Estat d'Afers Exteriors i del Commonwealth del Regne Unit; i el representant de França, que ocupa la Presidència de la Unió Europea. També al demana a israelians i palestins que compleixin les seves obligacions del full de ruta i que s'abstinguin de mesures que puguin menyscabar la confiança o perjudicar el resultat de les negociacions, alhora que demana als Estats i organitzacions internacionals que contribueixin a un clima propici per a les negociacions i ajudin a l'Autoritat Nacional Palestina.